# Rolf Brendel

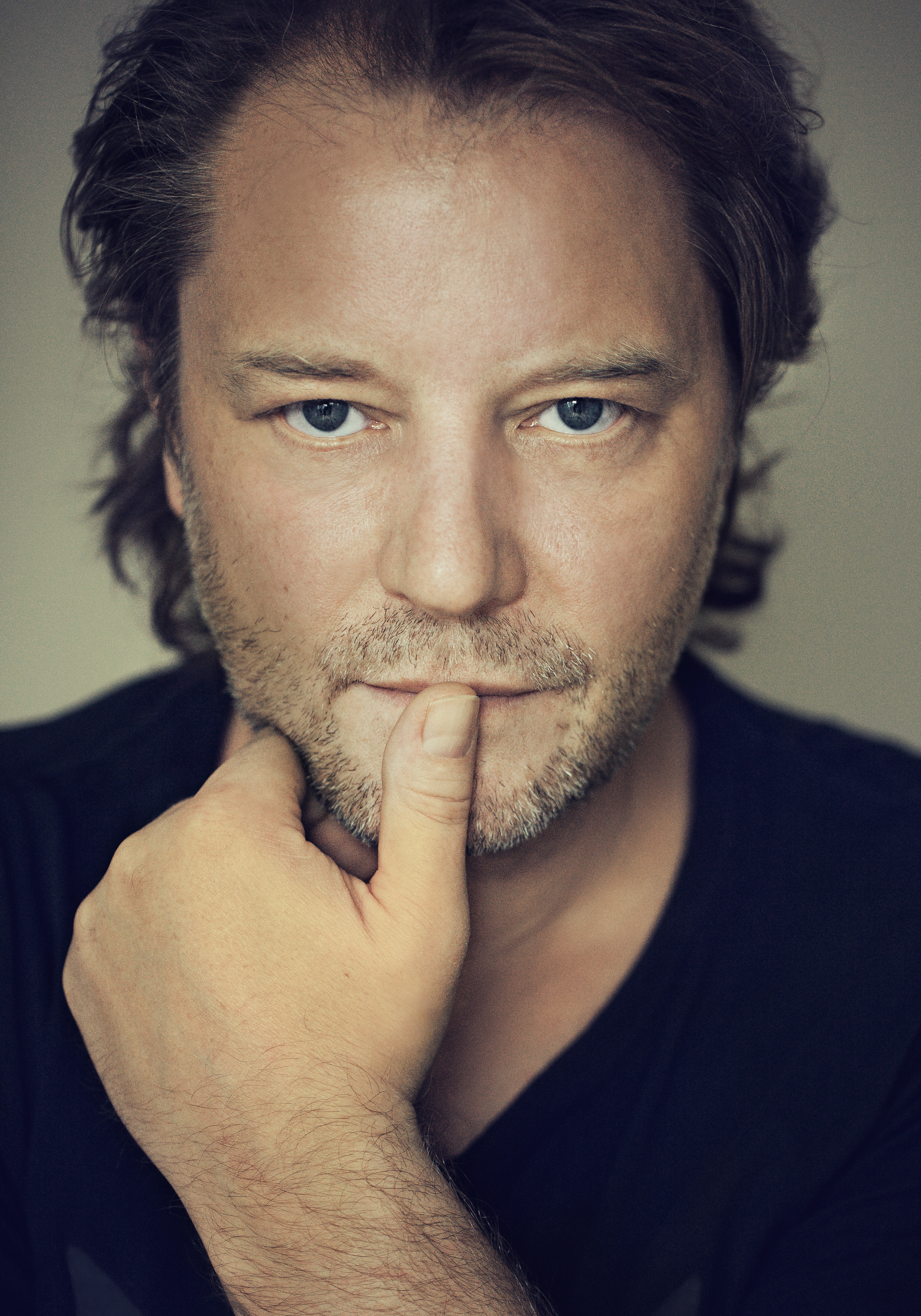
Rolf Brendel (2014)

Rolf Brendel (* 13. Juni 1957 in Hagen) ist ein deutscher Schlagzeuger. Er war Mitglied der Band Nena.

## Leben
Brendel war Schlagzeuger der Band The Stripes, ferner komponierte und schrieb er einen Großteil ihrer Lieder. Trotz einzelner Auftritte in namhaften Sendungen wie der Plattenküche oder Disco war der Band jedoch kein großer kommerzieller Erfolg beschieden, 1981 trennte sich die Gruppe schließlich.
Gemeinsam mit Nena, die seit Ende 1977 auch bei The Stripes gesungen hatte und mit der er seit 1979 liiert war, sowie dem Keyboarder Uwe Fahrenkrog-Petersen, dem Gitarristen Carlo Karges und dem Bassisten Jürgen Dehmel bildete er ab 1982 die Band Nena. Auch hier hatte er bis 1987 bei allen Alben einen großen Anteil als Komponist und Texter.
Brendel trennte sich 1987 von Nena und zog für zwei Jahre nach Los Angeles, um dort am kalifornischen Musicians Institute of Music Schlagzeug zu studieren. Anschließend kehrte er nach Deutschland zurück und spielte für verschiedene deutsche Bands sowie für den Spliff-Schlagzeuger Herwig Mitteregger. 2002 übernahm er das Management des deutschen Nachwuchskünstlers Marlon und arbeitete mehrere Jahre in seinem Studio in Tostedt.
Brendel lebt im niedersächsischen Cloppenburg, wo er mit der Rock-Band Peter und der Rolf arbeitet. 2014 erschien sein Buch Nena – Die Geschichte einer Band im Blumenbar-Verlag. Brendel rekapituliert darin die Anfangs- und Erfolgsjahre einer der maßgebenden NDW-Bands. Seine Erinnerungen stützt Brendel mit Interviews mit ehemaligen Wegbegleitern (u. a. Jürgen Dehmel und Jim Rakete) und diversen Fotos.
Kurzzeitig war Brendel mit Katarina Witt liiert.
2020 erschien sein Debütalbum Vergessene Helden. Zu zwei Liedern des Albums wurden Musikvideos gedreht und veröffentlicht.

## Werke
- 2014: Nena - Geschichte einer Band. Blumenbar, Berlin 2014, ISBN 978-3-351-05015-3.